# Tikhaïa Sosna
La Tikhaïa Sosna (en russe : Ти́хая Сосна́) est une rivière de Russie qui coule dans les oblats de Belgorod et de Voronej. Elle est un affluent de rive droite du Don d'une longueur de 161 km avec un bassin versant de 4 350 km2.

## Géographie
La rivière prend sa source sur les pentes sud-est du plateau central de Russie. La rivière s'écoule dans une direction nord-est et rejoint le Don à environ 15 km à l'ouest de la ville de Liski dans l'oblast de Voronej.

## Villes
La Tikhaïa Sosna arrose les villes de Birioutch, Alekseïevka et Ostrogojsk.